# Sucúa
Sucúa – miasto w Ekwadorze, w prowincji Morona-Santiago, siedziba kantonu Sucúa.